# Global Arrays
Global Arrays (GA) — библиотека, разработанная учёными Тихоокеанской северо-западной национальной лаборатории (PNNL, DoE) для параллельных вычислений. GA предоставляет удобный программный интерфейс (API) для реализации общей памяти на компьютерах с распределённой памятью. Имеется продвинутая поддержка многомерных массивов. Библиотека GA является предшественником языков GAS (global address space), активно развиваемых для  высокопроизводительных вычислений.
Инструментальный набор GA включает в себя дополнительные библиотеки: Memory Allocator (MA), Aggregate Remote Memory Copy Interface (ARMCI), и функциональность по хранению массивов на внешних устройствах (ChemIO). Изначально GA был разработан для работы с библиотекой передачи сообщений TCGMSG, позже был адаптирован к MPI. GA включает в себя набор простых операций над матрицами (умножение матриц, LU разложение) и интегрируется с ScaLAPACK. Также имеется реализация алгоритмов для обработки разреженных матриц.
GA создана Jarek Nieplocha, Robert Harrison и R. J. Littlefield. Библиотеку ChemIO разработали Jarek Nieplocha, Robert Harrison и Ian Foster.
Библиотека GA включена в несколько популярных пакетов для квантовой химии, включая NWChem, MOLPRO, UTChem, MOLCAS, TURBOMOLE. Также используется в STOMP
Набор библиотек GA является ПО с открытими исходными текстами. Используется собственная лицензия .